# Équipe d'Uruguay de football à la Copa América 1941
L'équipe d'Uruguay de football participe à sa 15e Copa América lors de cette édition 1941 qui se tient à Santiago au Chili du 2 février au 4 mars 1941.

## Résultats

### Classement final
Les cinq équipes participantes sont réunies au sein d'une poule unique où chaque formation rencontre une fois ses adversaires. À l'issue des rencontres, l'équipe classée première remporte la compétition.
|   | Équipe    | Pts | J | G | N | P | BP | BC | Diff |
| - | --------- | --- | - | - | - | - | -- | -- | ---- |
| 1 | Argentine | 8   | 4 | 4 | 0 | 0 | 10 | 2  | +8   |
| 2 | Uruguay   | 6   | 4 | 3 | 0 | 1 | 10 | 1  | +9   |
| 3 | Chili     | 4   | 4 | 2 | 0 | 2 | 6  | 3  | +3   |
| 4 | Pérou     | 2   | 4 | 1 | 0 | 3 | 5  | 5  | 0    |
| 5 | Équateur  | 0   | 4 | 0 | 0 | 4 | 1  | 21 | -20  |

| 9 février  | Uruguay   | 6 | 0 | Équateur |
| 16 février | Uruguay   | 2 | 0 | Chili    |
| 23 février | Argentine | 1 | 0 | Uruguay  |
| 26 février | Uruguay   | 2 | 0 | Pérou    |

### Matchs
| 9 février 1941 | Uruguay                                                            | 6 – 0 | Équateur | Estadio Nacional (Santiago)                     |                                                 |
| | Rivero 9e, 23e, 87e · Gambetta 16e · Porta 39e · Laurido 75e (csc) | (4 - 0) |          | Spectateurs : 70 000 Arbitrage : Alfredo Vargas | Spectateurs : 70 000 Arbitrage : Alfredo Vargas |
| Paz - Cadilla, Cabrera - Delgado ( 59e Martínez), González ( 46e Varela), Gambetta - Porta, Chirimini, Rivero, Álvarez (es), Magliano | Équipes                                                            | Molina ( Santoliva) - Hungría, Laurido - Aguirre, Peralta ( Romo), Mendoza - Cevallos, Raymondi Chávez, Suárez Rizzo, Alcívar, Freire |          | Spectateurs : 70 000 Arbitrage : Alfredo Vargas | Spectateurs : 70 000 Arbitrage : Alfredo Vargas |

| 16 février 1941 | Uruguay                    | 2 – 0 | Chili | Estadio Nacional (Santiago)                            |                                                        |
| | Cruche 35e · Chirimini 78e | (1 - 0) |       | Spectateurs : 70 000 Arbitrage : José Bartolomé Macías | Spectateurs : 70 000 Arbitrage : José Bartolomé Macías |
| Paz - Cadilla, Romero - Martínez, Varela ( 85e González), Gambetta - Porta, Cruche ( Chirimini), Rivero, Riephoff, Magliano | Équipes                    | Livingstone - Roa, Vidal ( 46e Cortés) - Flores, Cabrera, Trejos - Sorrel, Toro, Domínguez ( 46e Carvajal), Ruiz, Medina |       | Spectateurs : 70 000 Arbitrage : José Bartolomé Macías | Spectateurs : 70 000 Arbitrage : José Bartolomé Macías |

| 23 février 1941 | Argentine  | 1 – 0 | Uruguay | Estadio Nacional (Santiago)                     |                                                 |
| | Sastre 53e | (0 - 0) |         | Spectateurs : 48 000 Arbitrage : Alfredo Vargas | Spectateurs : 48 000 Arbitrage : Alfredo Vargas |
| Estrada - Salomón ( 86e Coletta), Alberti - Colombo, Minella ( 40e Videla), Sbarra - Pedernera, Moreno, Marvezzi, Sastre, García | Équipes    | Paz - Cadilla, Romero - Martínez, Varela ( 76e González), Gambetta - Porta, Medina ( 73e Chirimini), Rivero, Riephoff, Magliano |         | Spectateurs : 48 000 Arbitrage : Alfredo Vargas | Spectateurs : 48 000 Arbitrage : Alfredo Vargas |

| 26 février 1941 | Uruguay                   | 2 – 0 | Pérou | Estadio Nacional (Santiago)                            |                                                        |
| | Riephoff 37e · Varela 70e | (1 - 0) |       | Spectateurs : 20 000 Arbitrage : José Bartolomé Macías | Spectateurs : 20 000 Arbitrage : José Bartolomé Macías |
| Paz ( 88e Carvidón) - Cadilla, Romero - Martínez, Varela, Gambetta - Porta, Chirimini ( 22e Cruche), Rivero, Riephoff, Magliano | Équipes                   | Honores - Quispe, Perales - Lobatón, G. Arce ( A. González), Jordán - Quiñónez, Socarraz, T. Fernández, Magán, Magallanes |       | Spectateurs : 20 000 Arbitrage : José Bartolomé Macías | Spectateurs : 20 000 Arbitrage : José Bartolomé Macías |

## Navigation